# Farleton (Lancashire)
Farleton – przysiółek w Anglii, w Lancashire. Leży 8,2 km od miasta Carnforth, 11,2 km od miasta Lancaster i 335,5 km od Londynu. W 1881 roku civil parish liczyła 122 mieszkańców. Farleton jest wspomniana w Domesday Book (1086) jako Fareltun.